# China Yunnan Airlines

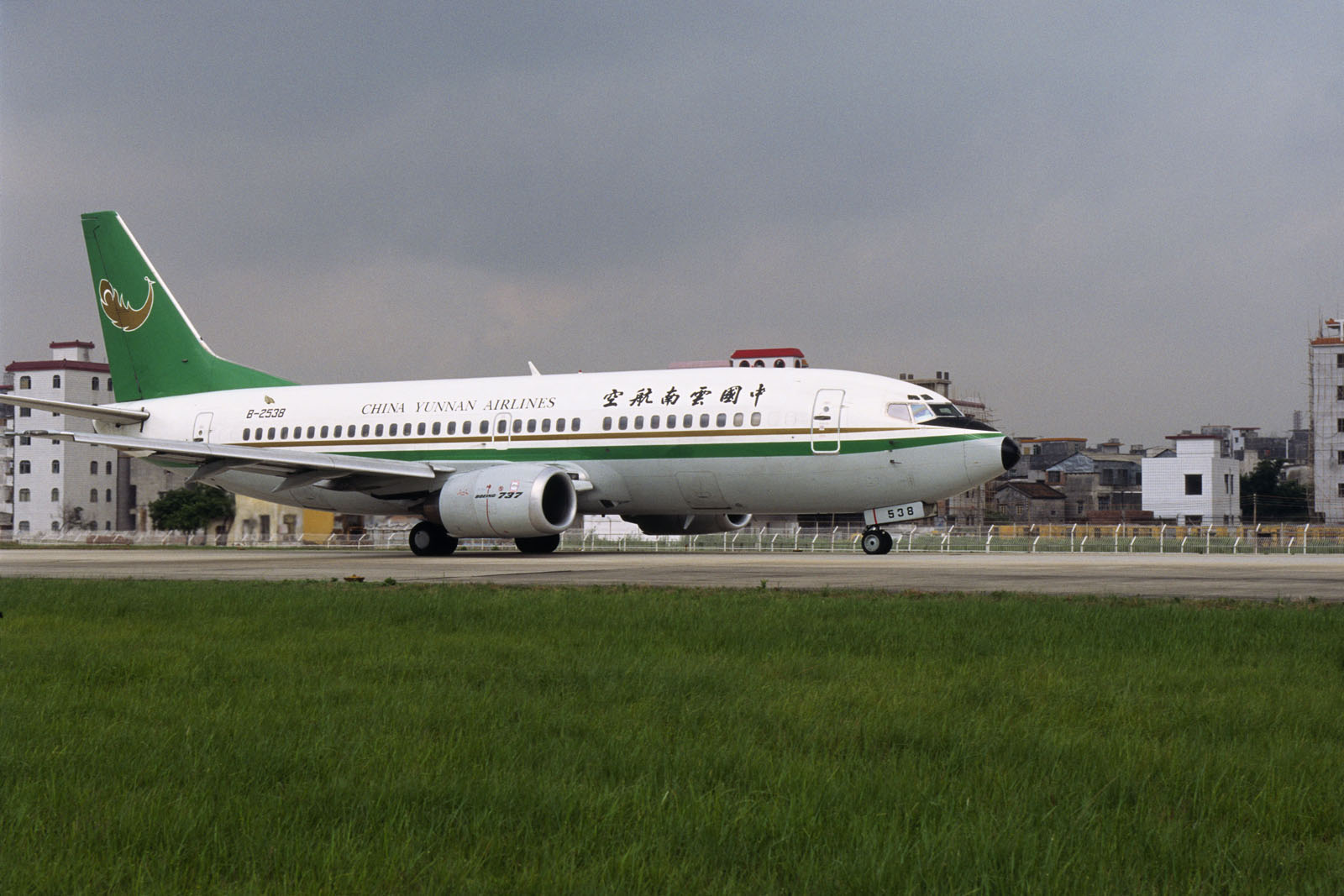
Boeing 737-300 der China Yunnan Airlines

China Yunnan Airlines (Chines.: 雲南航空公司; Pinyin: Yúnnán Hángkōng Gōngsī) war eine chinesische Fluggesellschaft, die gemeinsam mit der China Northwest Airlines zur China Eastern Airlines fusioniert wurde.
Sie bediente regionale Ziele von und nach Hongkong, Singapur, Thailand und Laos von Kunming (Provinz Yunnan, Südwestchina) aus.
Die Gesellschaft hatte ihren Sitz in Kunming und unterhielt zuletzt eine moderne Flotte von Bombardier-Flugzeugen wie Bombardier CRJ200, Boeing 737-300 und Boeing 767-300. Diese wurde bei der Fusionierung zur China Eastern Airlines komplett übernommen.

## Zwischenfälle
- Am 21. November 2004 stürzte ein Bombardier CRJ200 der China Yunnan Airlines mit dem Luftfahrzeugkennzeichen B-3072 und der Seriennummer 7697 auf dem China-Yunnan-Airlines-Flug 5210 kurz nach dem Start in Baotou in der Inneren Mongolei auf einen zugefrorenen See. Die Maschine war auf dem Weg nach Shanghai. Unmittelbar vor dem Aufschlag rammte der Jet ein kleines Gebäude. Alle 53 Insassen sowie zwei Personen am Boden kamen ums Leben. Augenzeugen zufolge trudelte die Maschine stark und stürzte ab. Als Unfallursache wurde Rauhreif auf den Tragflächen ermittelt, der die Aerodynamik des Flugzeugs beeinträchtigt hatte. Das Flugzeug war vor dem Start nicht enteist worden.[1]